# Federal Express International 1992
Il  Federal Express International 1992 è stato un torneo giocato sul cemento indoor del Racquet Club of Memphis a Memphis nel Tennessee. 
È stata la 91ª edizione del Torneo di Memphis, facente parte della categoria ATP Championship Series nell'ambito dell'ATP Tour 1992.

## Campioni

### Singolare maschile
MaliVai Washington ha battuto in finale   Wayne Ferreira con il punteggio di 6–3, 6–2.

### Doppio maschile
Todd Woodbridge /  Mark Woodforde hanno battuto in finale  Kevin Curren /  Gary Muller con il punteggio di 7–6, 6–1.